# Irish Recorded Music Association
Irish Recorded Music Association (en castellano: 'Asociación Irlandesa de la Música Grabada'), también conocida como IRMA por sus siglas en inglés, es una organización sin ánimo de lucro la cual defiende y representa a las compañías discográficas y a los distribuidores de fonogramas y vídeogramas de Irlanda. IRMA se encarga, además, de defender los intereses de sus compañías asociadas y de crear un ambiente de respeto entre ellas, además de representar a nivel local y mundial a la industria musical irlandesa y de combatir la piratería en el país.

## Actividades y servicios
Como toda asociación musical nacional, IRMA se encarga de defender y promover los intereses de las compañías discográficas que son miembros de la asociación en los ámbitos industrial, político, civil y gubernamental, además de recopilar y presentar listas con datos de popularidad y ventas de los discos en el país y elaborar y publicar estadísticas que muestran la importancia de la música en la cultura y economía irlandesas. IRMA, además actúa como intermediario entre las compañías creando un ambiente de respeto y es portavoz de productores y distribuidores de fonogramas y de videogramas. También se encarga de combatir la piratería y representa a la industria musical irlandesa local y mundialmente ante otras organizaciones.
También, IRMA se encarga de reconocer y validar los logros de los artistas y sus compañías discográficas organizando una premiación anualmente conocida como "The IRMA Honours", asimismo es la asociación encargada de otorgar las certificaciones de ventas discográficas en Irlanda, otorgando disco de oro o de platino según sea el caso.

## Listas de ventas
IRMA publica cada viernes sus listas de ventas semanales. A diferencias de otras listas en otros países estas solo toman en cuenta las ventas de los discos y no el airplay. Las listas publicades por IRMA son:
- Top 75 Álbumes.
- Top 50 Singles.
- Top 10 Classical Albums.
- Top 10 Dance Singles.
- Top 20 Multi-Artist Compilation Albums.
- Top 30 Videos.
- Top 20 DVD.
- Top 10 Music DVDS.